# 7 Television Commercials
7 Television Commercials — це колекція музичних відео англійського рок-гурту Radiohead, що охоплює період від The Bends (1995) до OK Computer (1997).

## Реліз
Версія VHS була випущена 4 травня 1998 року у Великій Британії та 30 червня у Сполучених Штатах. DVD представлений 4 серпня 2003 року у Великобританії та 5 серпня в Північній Америці.

## Музичні відео
1. «Paranoid Android»
2. «Street Spirit (Fade Out)»
3. «No Surprises»
4. «Just»
5. «High and Dry» (U.S. version)
6. «Karma Police»
7. «Fake Plastic Trees»

## Персоналії
Дизайн обкладинки та пакування Стенлі Донвуд і The White Chocolate Farm.
- «Paranoid Android»
Режисер: Магнус Карлссон
Продюсер: Петер Густафссон
Виробнича компанія: Wegelius Animation AB
- «Street Spirit (Fade Out)»
Режисер: Джонатан Ґлейзер
Продюсер: Нік Морріс
Оператор-постановник: Стів Кіт-Роуч
Виробнича компанія: Academy Music Video Ltd
- «No Surprises»
Режисер: Грант Гі
Продюсер: Філ Барнс
Оператор-постановник: Ден Ландін
Виробнича компанія: Kudos (Music Video)
- «Just»
Режисер: Джеймі Трейвс
Продюсер: Нікі Амос
Оператор-постановник: Олександр Селігман
Виробнича компанія: Oil Factory Inc
- «High and Dry» (U.S. version)
Режисер: Пол Каннінгем 
Продюсер: Майк Зикофф
Оператор-постановник: Адам Бекман
Виробнича компанія: Oil Factory Inc
- «Karma Police»
Режисер: Джонатан Ґлейзер
Продюсер: Нік Морріс
Оператор-постановник: Стів Кіт-Роуч
Виробнича компанія: Academy Music Video Ltd
- «Fake Plastic Trees»
Режисер: Джейк Скотт
Продюсер: Елен Джейкобсон
Оператор-постановник: Сальваторе Тотіно
Виробнича компанія: Black Dog Films (LA)